# Biblioteca Sudán
La Biblioteca Sudán es una sección de la Biblioteca de la Universidad de Jartum. Además, es la biblioteca nacional de Sudán y también es un centro de investigación de la universidad. Se trata de un depósito de todas las publicaciones sudanesas desde un depósito legal ley que entró en vigor en 1966. La biblioteca también recoge obras de autores sudaneses y obras sobre Sudán publicadas en el extranjero. Su catálogo representa una bibliografía nacional retrospectiva.